# Jaderná elektrárna Rheinsberg
Jaderná elektrárna Rheinsberg ležela nedaleko města Rheinsberg v zemském okrese Východní Prignitz-Ruppin v Braniborsku a byla prvním jaderným reaktorem produkujícím elektřinu v bývalé Německé demokratické republice.
Příprava elektrárny byla započata v roce 1956, vlastní stavba byla zahájena 1. ledna 1960. Komerční provoz byl zahájen 11. října 1966. Elektrárna zahrnovala pouze jeden sovětský tlakovodní jaderný reaktor typu VVER-210 o čistém elektrickém výkonu 62 MW.
Provoz elektrárny byl z bezpečnostních důvodů ukončen v roce 1990.

## Galerie

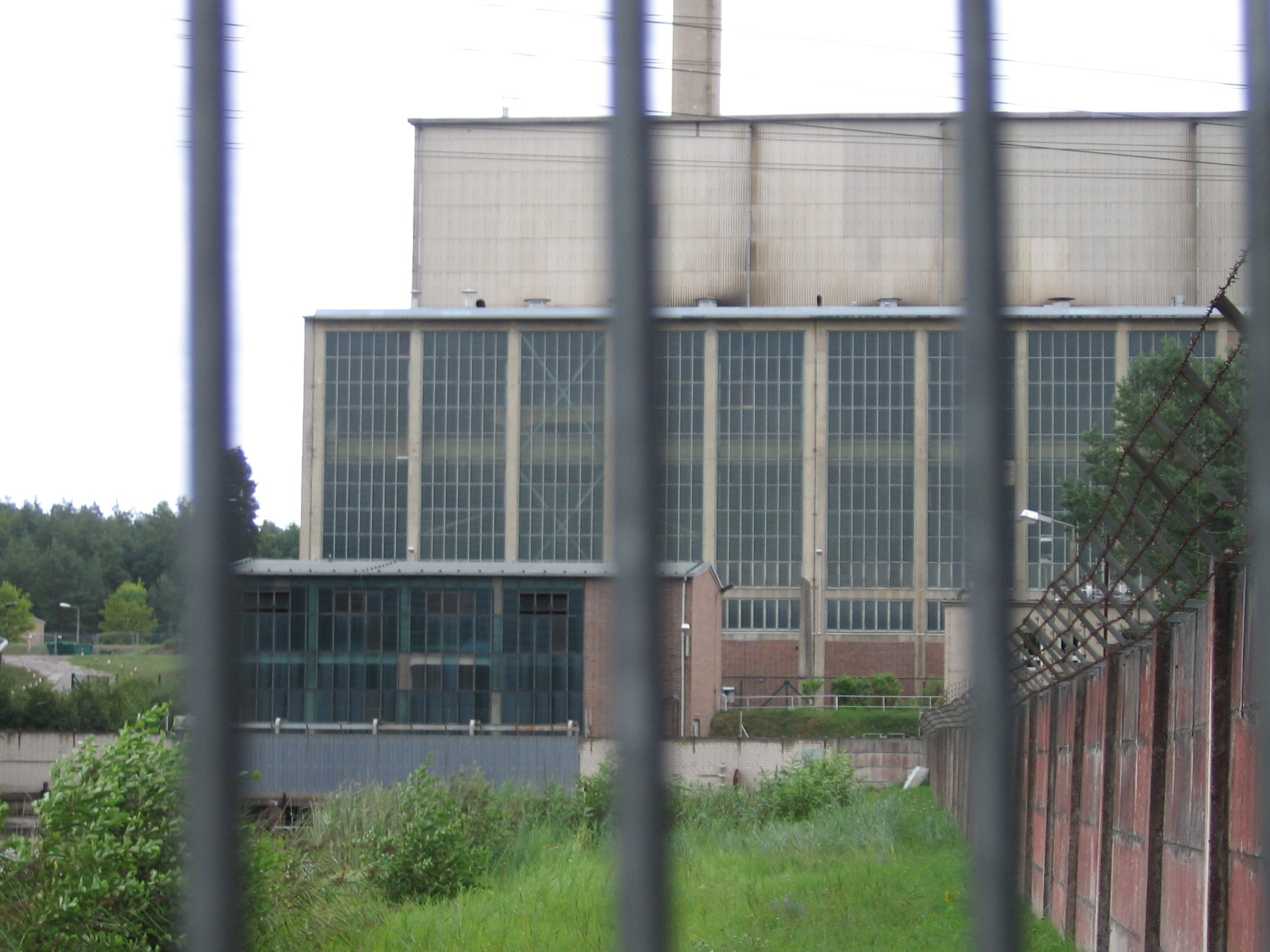
Odstavená jaderná elektrárna Rheinsberg
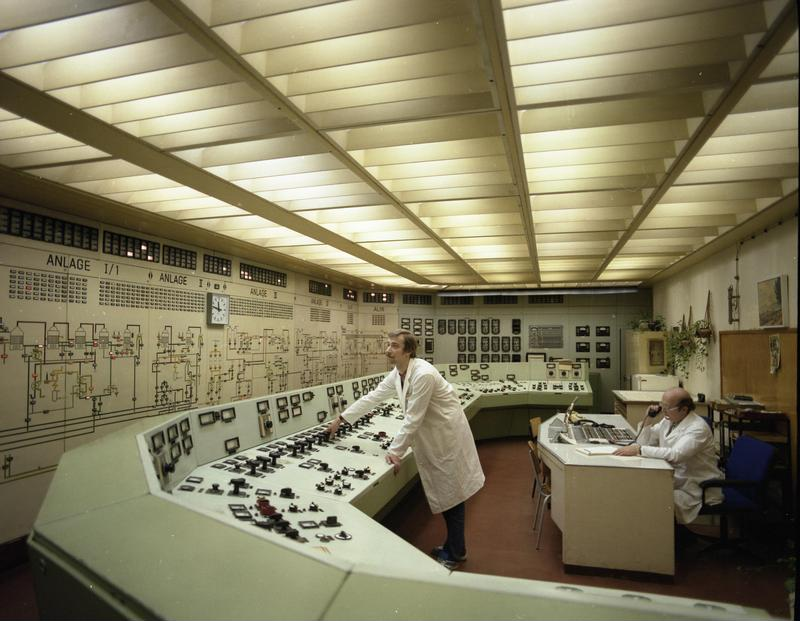
Velín jaderné elektrárny Rheinsberg